# Новоникольск (Новосибирская область)
Новонико́льск — село в Усть-Таркском районе Новосибирской области. Административный центр Новоникольского сельсовета.

## География
Площадь села — 73 гектаров.

## История
Основано в 1884 году. В 1926 году посёлок Ново-Никольский состоял из 54 хозяйств, основное население — русские. Являлся центром Ново-Никольского сельсовета Еланского района Омского округа Сибирского края.

## Население
| 2002 | 2007 | 2010 |
| ---- | ---- | ---- |
| 388  | ↘365 | ↘327 |

## Инфраструктура
В селе по данным на 2007 год функционируют 1 учреждение здравоохранения и 2 учреждения образования.